# Magazin Sălăjean
Magazin Sălăjean este un cotidian din Zalău, județul Sălaj fondat in 1997.